# New Zealand Open 2002
Die New Zealand Open 2002 im Badminton fanden Ende Juni 2002 statt.

## Sieger und Platzierte
| Disziplin    | Gold                                  | Silber                         | Bronze                         |
| ------------ | ------------------------------------- | ------------------------------ | ------------------------------ |
| Herreneinzel | Geoffrey Bellingham                   | Stuart Brehaut                 | John Moody                     |
| Herreneinzel | Geoffrey Bellingham                   | Stuart Brehaut                 | Nick Hall                      |
| Dameneinzel  | Kim Ji-hyun                           | Lenny Permana                  | Jane Crabtree                  |
| Dameneinzel  | Kim Ji-hyun                           | Lenny Permana                  | Kellie Lucas                   |
| Herrendoppel | John Gordon Daniel Shirley            | Peter Blackburn Murray Hocking | Ashley Brehaut Travis Denney   |
| Herrendoppel | John Gordon Daniel Shirley            | Peter Blackburn Murray Hocking | Matthew Hughes Martyn Lewis    |
| Damendoppel  | Nicole Gordon Sara Runesten-Petersen  | Tammy Jenkins Rhona Robertson  | Rhonda Cator Kate Wilson-Smith |
| Damendoppel  | Nicole Gordon Sara Runesten-Petersen  | Tammy Jenkins Rhona Robertson  | Jane Crabtree Kellie Lucas     |
| Mixed        | Daniel Shirley Sara Runesten-Petersen | Chris Blair Tammy Jenkins      | Murray Hocking Rhonda Cator    |
| Mixed        | Daniel Shirley Sara Runesten-Petersen | Chris Blair Tammy Jenkins      | Nick Hall Lianne Shirley       |